# Incala nigromaculatus
Incala nigromaculatus är en skalbaggsart som beskrevs av Moser 1911. Incala nigromaculatus ingår i släktet Incala och familjen Cetoniidae. Inga underarter finns listade i Catalogue of Life.